# Skály (hrad, okres Žďár nad Sázavou)
Skály (též Štarkov, někdy Starkov či Stařechovice) jsou zřícenina hradu poblíž Nového Jimramova v okrese Žďár nad Sázavou. Nachází se na vrcholu kopce Štarkov (679 metrů), jehož větší část, včetně lokality s pozůstatky hradu, je chráněna jako přírodní památka. Počátky hradu sahají do 14. století, avšak již od konce 15. století je pustý. Dochovaly se pozůstatky hradebních zdí i dalších staveb (torzo hranolové a oválné věže), v okolí jsou patrné zbytky valů, patrná prohlubeň po příkopu a na nádvoří se nachází pozůstatky cisterny. Zřícenina je volně přístupná a je chráněna jako kulturní památka.

## Historie
Hrad pravděpodobně založili páni z Kunštátu, kteří zdejší území získali kolem poloviny 14. století. Podle Ladislava Hosáka byl zakladatelem hradu kolem roku 1380 Archleb z Kunštátu (též ze Stařechovic), který panství roku 1384 předal synům Erhardovi a Janovi. Miroslav Plaček považuje za pravděpodobnějšího zakladatele Archlebova syna Erharda, který mohl hrad založit někdy v letech 1379–1388. Po roce 1415 se Skály staly předmětem sporu mezi Erhardovou dcerou Žofkou, která se provdala za Jana Tovačovského z Cimburka, a Kunou z Kunštátu z lysické větve. Ten se neprávem zmocnil hradu. Po dlouhých sporech (roku 1447) nakonec získala zákonná dědička Žofka Skály do svého vlastnictví. V roce 1448 Jan Tovačovský z Cimburka Skály prodal pernštejnskému purkrabímu Vaňkovi, který se stal loupeživým rytířem, a proto byl hrad roku 1456 pobořen.
Podle Miroslava Plačka se posledním držitelem hradu stal zeman Jan z Břežan, který velel oddílu pěti set kališníků. Také on měl podnikat záškodnické a loupežné výpravy, a proto moravští stavové hrad už roku 1440 koupili a pobořili. Roku 1462 byl uváděn pouze jako hradiště a o dva roky jako zbořený hrad Skály. Skalský statek poté patřil k jimramovskému panství, jehož majiteli byli Pernštejnové, dále Katharýnové z Katharu a později Dubští z Třebomyslic.

## Stavební podoba

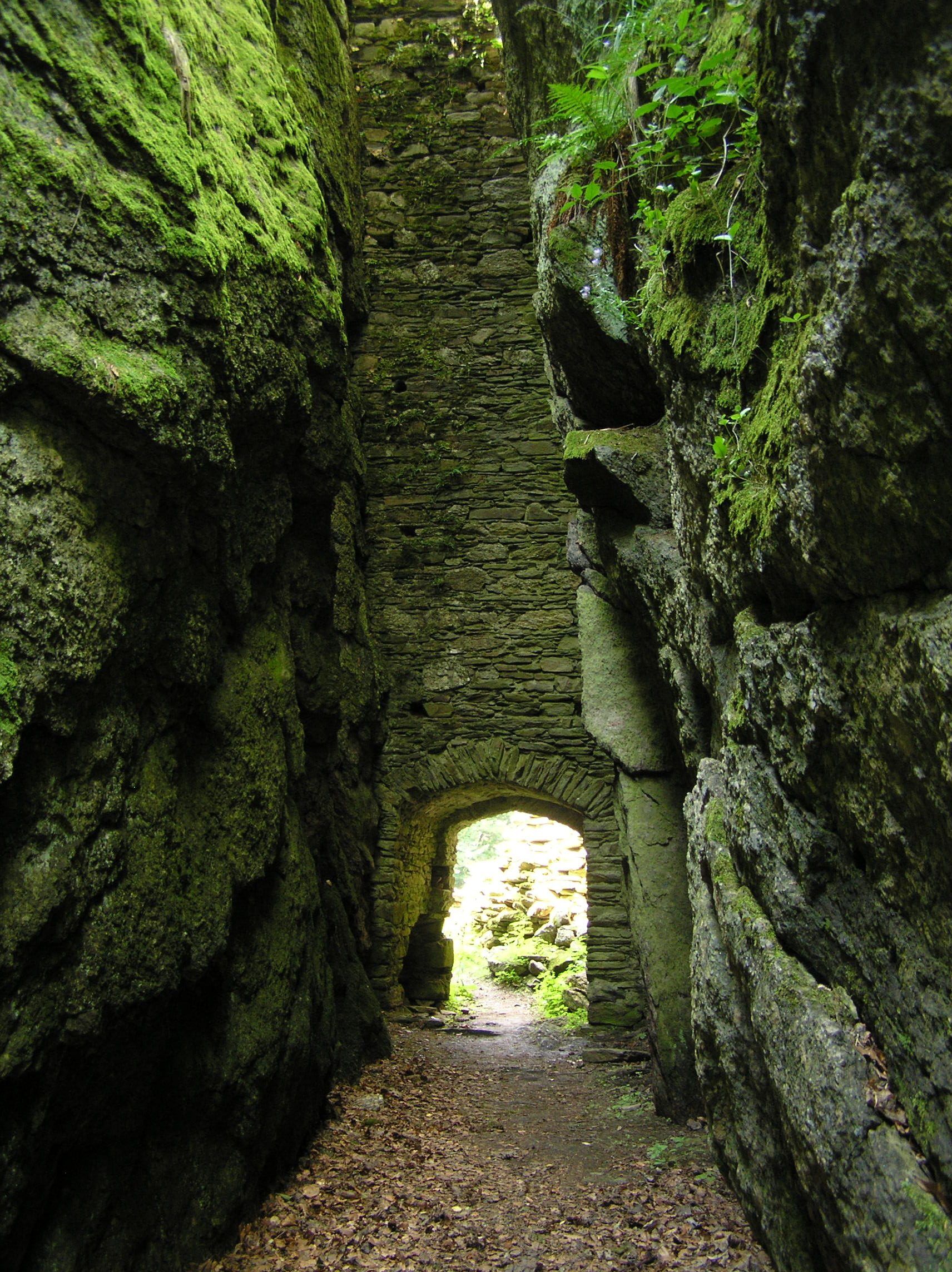
Zazděná proluka s výpadní brankou na jihovýchodě

Podobu hradu utvářelo extrémní stanoviště s velkými skalními útvary, jejichž propojením hradbami vzniklo hradní jádro. Západně od jádra bývalo předhradí opevněné zdvojenými příkopy a valy, které navíc zesilovalo několik srubových bašt. Hradní jádro tvořilo malé nádvoří obklopené skalními útvary. Brána bývala na západní straně pod skalním útvarem, na jehož vrcholu stála subtilní okrouhlá věžice. Mezery mezi skalami vyplnily zděné hradby a budova paláce na východní straně. Směrem na jihovýchod z paláce vedla malá branka se segmentovým záklenkem.
Přístup k jádru chránila dvojice věží. Na sever od jádra stála hranolová věž s délkou hranu 5,5 metru. Druhá věž stála na osamělé skále jižně od jádra. Měla oválný půdorys s rozměr 9 × 5,2 metru, ale vnitřní prostor byl pravoúhlý.